# Élections municipales de 1945 dans la Haute-Garonne
Les élections municipales dans la Haute-Garonne ont eu lieu les 29 avril et 13 mai 1945.

## Maires sortants et maires élus
| Commune               | Population | Maire élu       | Parti | Parti |
| --------------------- | ---------- | --------------- | ----- | ----- |
| Auterive              | 2 513      | Théodore Roques |       | SFIO  |
| Bagnères-de-Luchon    | 3 591      | Gabriel Rouy    |       | PRRRS |
| Blagnac               | 2 360      | Jean-Louis Puig |       |       |
| Carbonne              | 2 277      | Pierre Marty    |       | SFIO  |
| Cazères               | 2 592      | Paul Gouzy      |       | SFIO  |
| Cugnaux               | 2 033      | Jean Dardé      |       | SFIO  |
| Fronton               | 2 016      | Jean Corbière   |       |       |
| Grenade               | 2 793      | Louis Marchand  |       | SFIO  |
| Montesquieu-Volvestre | 2 171      | Pierre Dumas    |       | DVG   |
| Montréjeau            | 3 008      | Jean Grand      |       |       |
| Muret                 | 4 013      | Vincent Auriol  |       | SFIO  |
| Revel                 | 5 362      | Roger Sudre     |       | SFIO  |
| Saint-Gaudens         | 6 385      | Pierre Ollé     |       | SFIO  |
| Toulouse              | 213 220    | Raymond Badiou  |       | SFIO  |
| Villefranche          | 2 122      | Georges Turines |       | PRRRS |
| Villemur-sur-Tarn     | 3 038      | Eugène Boudy    |       | SFIO  |